# Frères De Rege

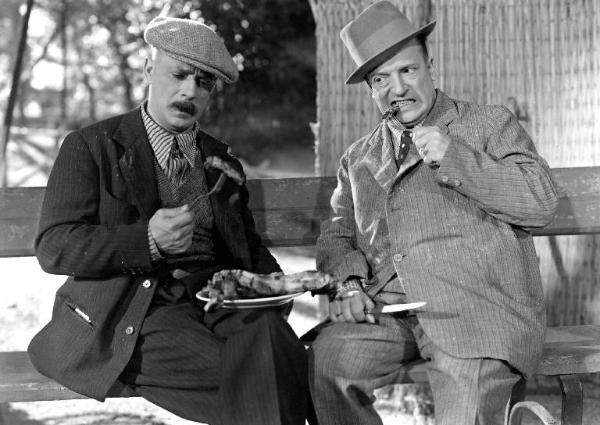
Photographie des frères De Rege sur le tournage de l’allegro cantante en 1938

Les frères Guido dit « Bebè » (né à Casagiove le 25 janvier 1891 et mort à Milan le 10 février 1945) et Giorgio dit « Ciccio » (né à Casagiove le 19 août 1894 et mort à Turin le 25 mai 1948) De Rege sont un duo comique populaire en Italie dans les années 1930 et 1940.

## Biographie
Guido et Giorgio dei Conti de Rege di Donato e di San Raffaele descendent de la branche cadette d'une ancienne famille de l'aristocratie piémontaise mais sont nés près de Caserte, où leur père, Alessandro Evasio, était officier de carrière et servait dans la suite du comte de Turin, Victor-Emmanuel de Savoie-Aoste, son cousin éloigné.
Leur intérêt pour le spectacle est inédit dans la famille : l'aîné s'est enfui de la maison pour poursuivre une carrière de comédien, et quelque temps plus tard, il a découvert que Ciccio entrait également dans ce monde, ce qui a donné naissance à leurs spectacles ensemble. Ils sont restés en bons termes avec leur sœur Maria, peintre.
Dans leurs spectacles, ils formaient le duo typique dans lequel l'aîné, dans le rôle de second rôle, permettait au cadet de faire ressortir son comique dans le rôle du fou, bègue et incapable de parler de façon « normale », avec des effets souvent absurdes marqués par le non-sens, et qui faisaient grand effet sur le public.
Ils étaient très actifs dans l'avant-garde, mais ont également participé à plusieurs films. Ils moururent à peu de temps d'intervalle : l'aîné à Milan à la fin de la guerre, le second, après avoir eu Carlo Dapporto comme acolyte, mourut sur scène à Turin, trois ans plus tard, lors d'une représentation au Teatro Reposi.
Leur répertoire a été repris quelque temps plus tard par le duo de Carlo Campanini et Walter Chiari, qui a également rendu célèbre à la télévision la phrase d'accroche avec laquelle le duo « attaquait » habituellement : « Vieni avanti, cretino! », qui deviendra plus tard le titre d'un film du même nom avec Lino Banfi).

## Filmographie
- 1920 : La sconfitta dell'idolo de Salvo Alberto Salvini — Guido
- 1921 : Maciste en vacances (it) (Maciste in vacanza) de Luigi Romano Borgnetto (it) — Guido
- 1935 : Milizia territoriale (it) de Mario Bonnard — Guido et Giorgio
- 1937 : Allegri masnadieri (it) de Marco Elter — Guido et Giorgio
- 1937 : Lasciate ogni speranza (it) de Gennaro Righelli — Guido et Giorgio
- 1938 : L'allegro cantante (it) de Gennaro Righelli — Guido et Giorgio
- 1942 : Casanova farebbe così! (it) de Carlo Ludovico Bragaglia — Giorgio
- 1942 : Non ti pago! (it) de Carlo Ludovico Bragaglia — Giorgio
- 1943 : Gli assi della risata, segments Il mio pallone et Turno di riposo de Gino Talamo — Guido et Giorgio